# Sobór św. Mikołaja w Brześciu
Cerkiew św. Mikołaja (Sobór Świętego Mikołaja, biał.: Царква Святога Міколы, Сабор Святога Мікалая) – świątynia prawosławna znajdująca się na terenie Twierdzy Brzeskiej, zbudowana w II połowie XIX wieku, w latach dwudziestych XX w. kościół garnizonowy św. Kazimierza, po 1991 odbudowana jako cerkiew. 

## Historia
Świątynię zaprojektował w stylu bizantyjsko-ruskim rosyjski architekt Dawid Grimm; stanęła na terenie dawnego klasztoru augustianów w Brześciu, który zburzono pod budowę twierdzy brzeskiej. Budowa trwała dziewiętnaście lat (1860–1879). Świątynia służyła żołnierzom rosyjskim jako cerkiew garnizonowa. 
Po włączeniu Brześcia do Polski na mocy traktatu ryskiego, cerkiew przekazano Kościołowi katolickiemu – umieszczono w niej świątynię wojskową, znaną jako kościół garnizonowy św. Kazimierza. Obiekt przebudowano, dostosowując go do nowej roli, we wnętrzu umieszczono freski związane z historią polskiego oręża, m.in. bitwą pod Wiedniem i wojną polsko-bolszewicką. 
Gdy w 1939 Brześć zajęły wojska radzieckie obiekt ponownie zmienił przeznaczenie – ulokowano w nim klub oficerski. Podczas wojny niemiecko-sowieckiej lat 1941–1944 budynek uległ zniszczeniu. Odbudowano go dopiero po 1991 z przeznaczeniem na cerkiew.
Dolna cerkiew w soborze została wyświęcona 11 sierpnia 2012 r. pod wezwaniem św. Jana Rycerza.

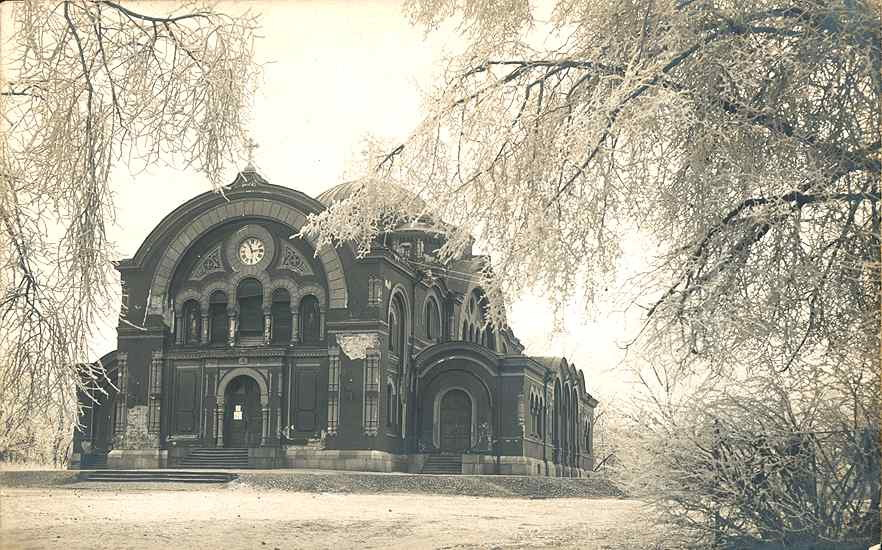
Cerkiew w 1915 r.
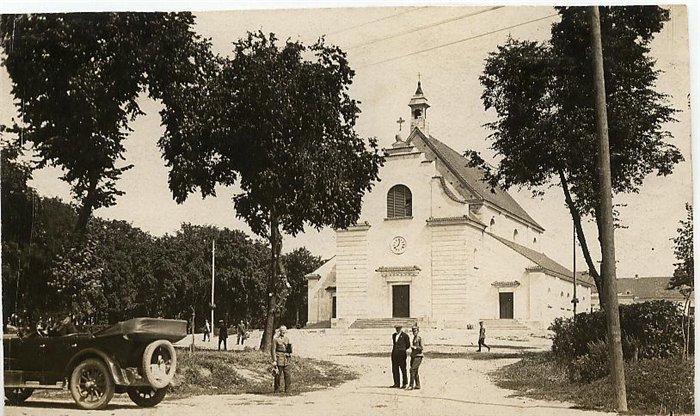
Cerkiew po przebudowie na kościół katolicki
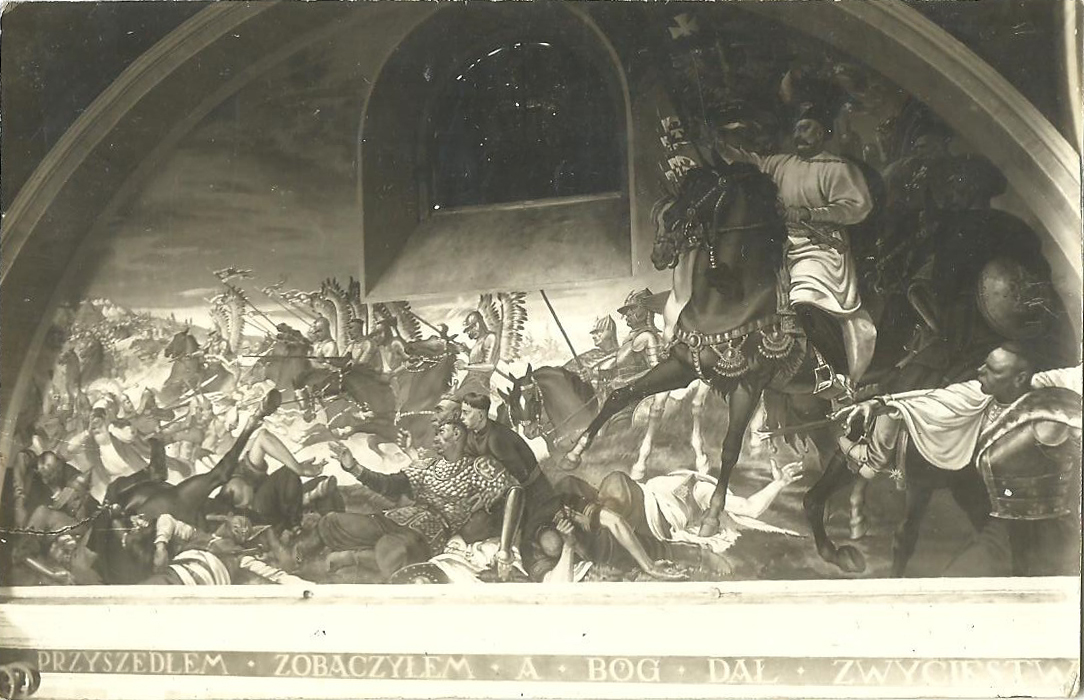
Fresk przedstawiający bitwę pod Wiedniem w 1683 r.
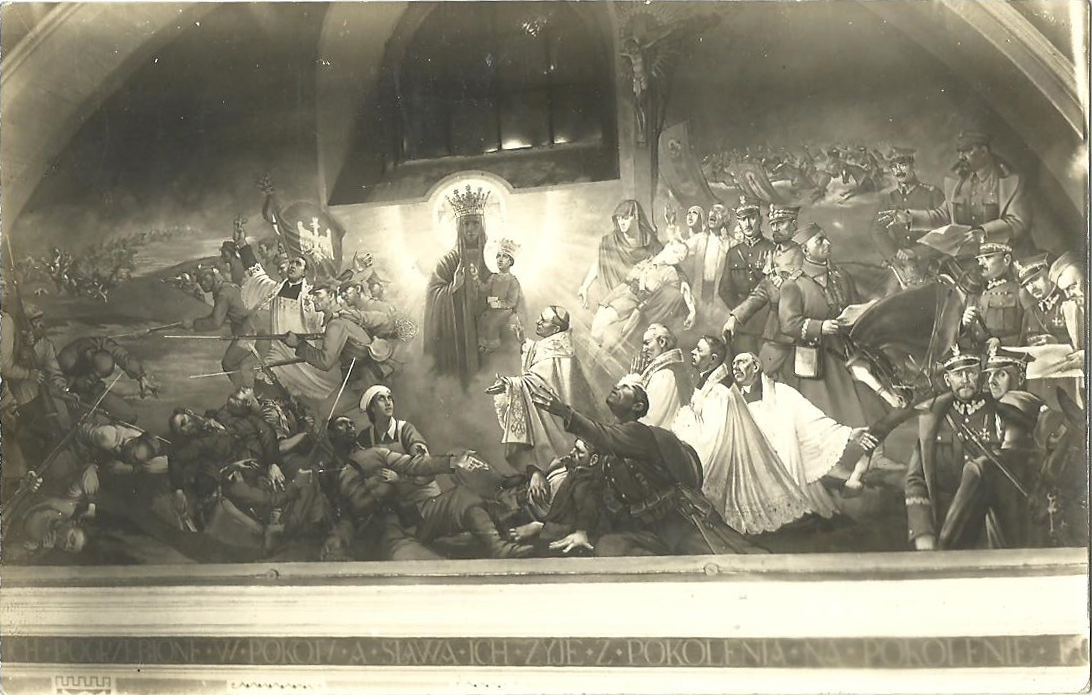
Fresk przedstawiający wojnę polsko-bolszewicką
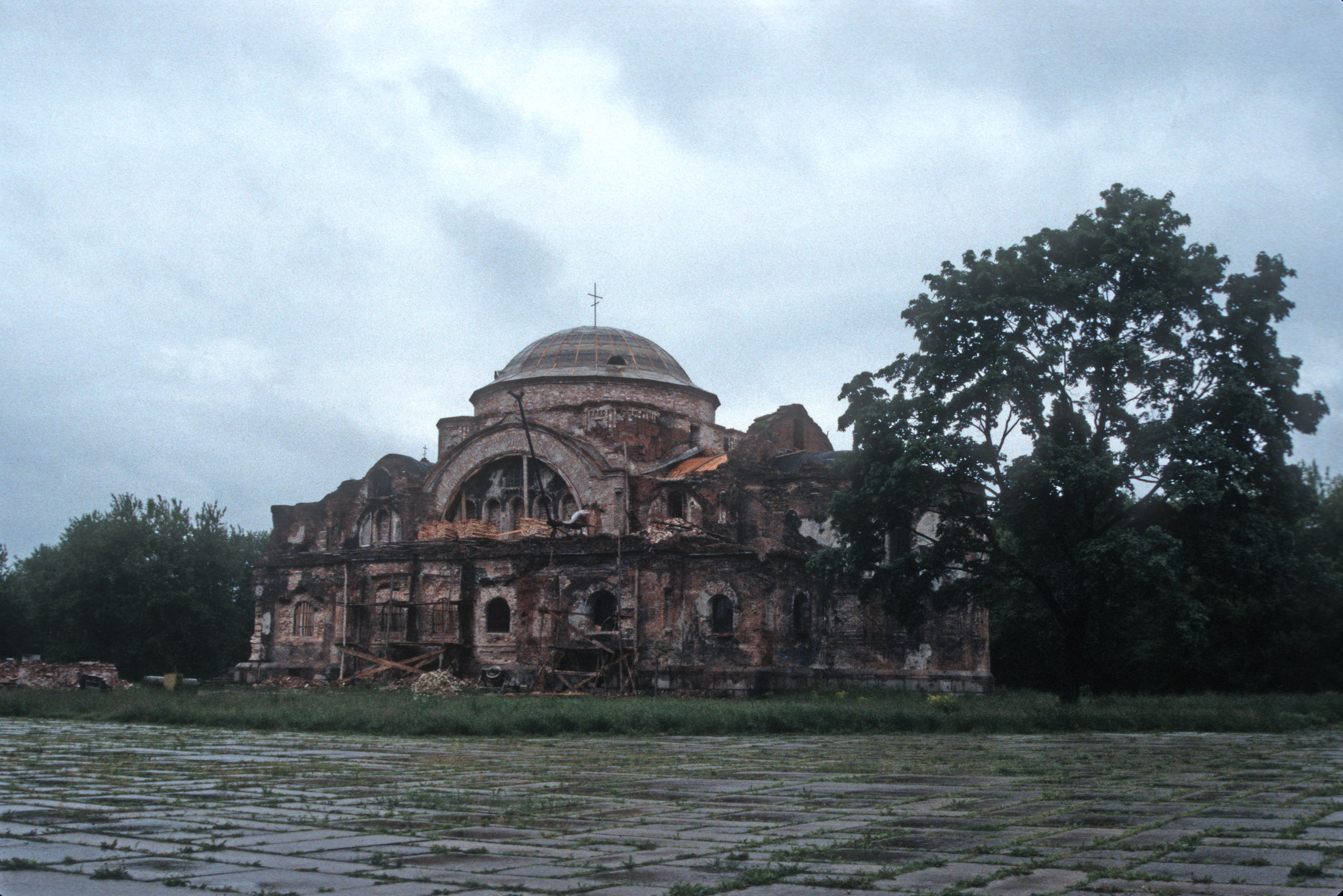
Świątynia podczas odbudowy
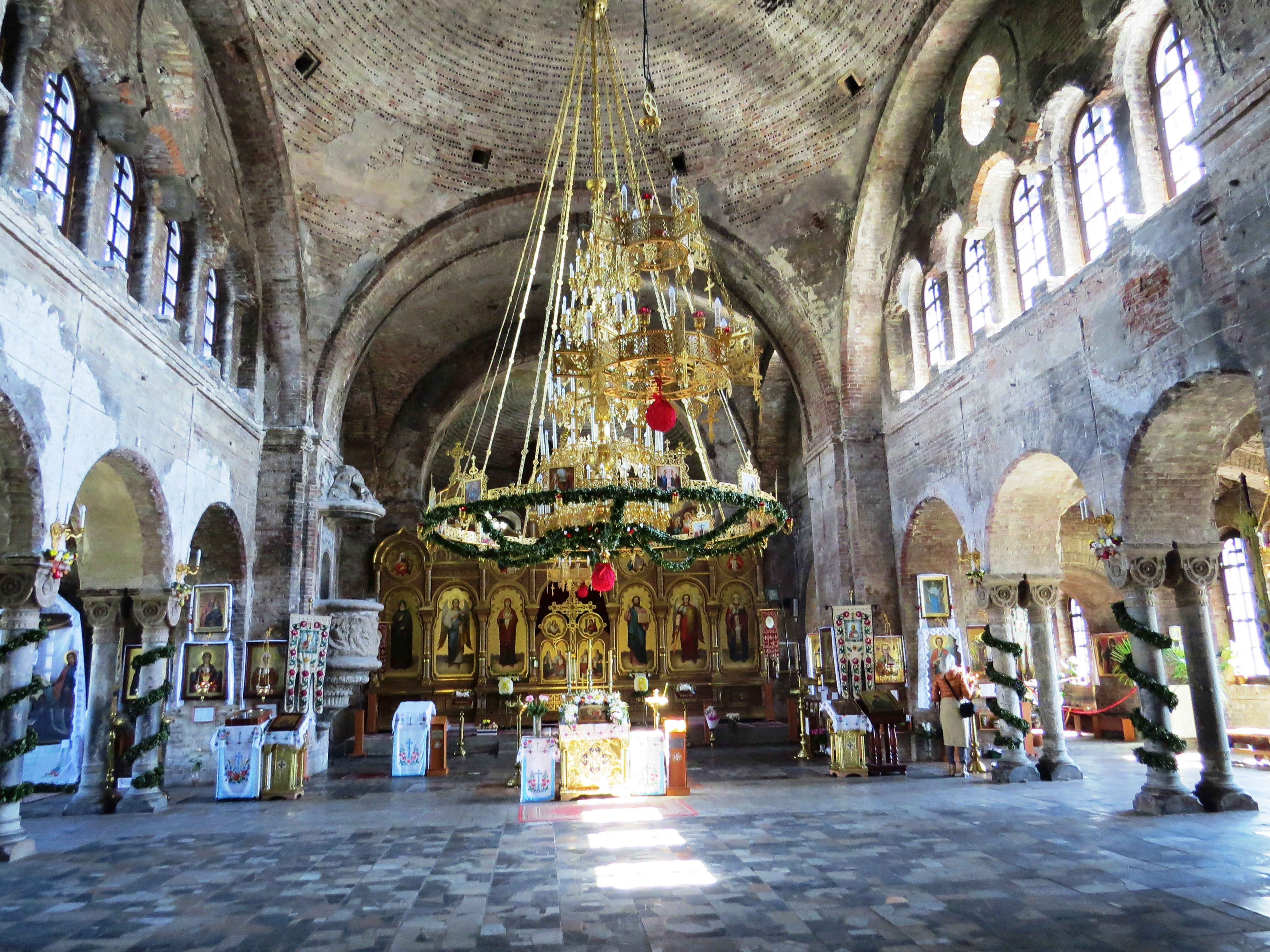
Wnętrze